# Монтеалегре, Хосе Мария
Хосе Мария Монтеалегре Фернандес (исп. José María Montealegre Fernández, 19 марта 1815, Сан-Хосе (Коста-Рика) — 26 сентября 1887, Сан-Хосе (Калифорния), США) — президент Коста-Рики в 1860—1863 годах.

## Биография
Монтеалегре родился в Сан-Хосе, Коста-Рика, 19 марта 1815 года в семье Мариано Монтеалегре Бустаманте и Херонимы Фернандес Чакон. Его сестра Херонима была женой Бруно Каррансы, будущего временного президента Коста-Рики.
В апреле 1840 года Монтеалегре женился в Сан-Хосе на Анне Марии Море Поррас (1819—1854), сестре президента Хуана Рафаэля Моры. В браке родились дети: Хуан Херардо, Анна Бенита, Анна Хулия, Анна Сара (две последних умерли в младенчестве), Роза Анна Мария, Рикардо, Сара, Хосе Мария, Мануэль Анна (умер в детстве), Мануэль Хоакин, Долорес и Мерседес.
1 января 1858 года Монтеалегре женился во второй раз на Софии Матильде Редман. В этом браке родились
Эдуардо Хосе Гильермо, Хосефина и Каролина София (умерли в детстве).
Монтеалегре обучался в Лондоне, а после со своим братом Мариано уехал в Абердин, Шотландия, где оба закончили образование в области гуманитарных наук в колледже Маришаль. Вскоре к ним присоединился младший брат Франсиско. По окончании колледжа в 1835 году Хосе Мария уехал в Эдинбург, где обучался в частных академиях на хирурга.
Долгое время Монтеалегре был далек от политики и занимался выращиванием и экспортом кофе, а также заведованием аптекой. Он также участвовал в создании Англо-Коста-риканского банка в 1863 году, который на протяжении многих лет был самым успешным в Коста-Рике.
Монтеалегре также стал первым врачом в стране, который использовал хлороформ. Во время эпидемии холеры (1856) он служил в госпитале в Сан-Хосе, и к 1871 году считался лучшим хирургом в стране.

### Президентство
Монтеалегре пришел к власти в результате военного переворота генерала Кироса, но вскоре созвал учредительное собрание, которое разработало либеральную конституцию 1859 года. В его кабинете были Хосе Мария Кастро, Хесус Хименес Самора, Хулиан Волио Льоренте, Анисето Эскивель, Хуан Хосе Ульоа Соларес и Висенте Агилар Куберо.
На выборах в апреле 1860 года Монтеалегре победил кандидата от оппозиции Мануэля Мору Фернандеса и был избран конституционным президентом на период 1860—1863 годов. Его администрация характеризовалась как прогрессивная и эффективная, а государственные средства тратились со скрупулезной экономией. Был установлен стандарт почтовой связи почтовых марок, были выплачены многие финансовые обязательства, возникшие из-за расходов на войну против Уильяма Уокера.
После ухода с поста президента Монтеалегре продолжал активно участвовать в политике. Он был сенатором от Сан-Хосе, президентом Сената и членом Учредительного собрания 1869 года.

### Добровольное изгнание и смерть
Из-за оппозиции президенту Томасу Гуардии Гутьерресу Монтеалегре отбыл в 1872 году со своей семьей в Калифорнию и больше не возвращался на родину. Он умер в Сан-Хосе (Калифорния) 26 сентября 1887 года. Его останки были возвращены в Коста-Рику в 1978 году.